# 아이스브레이커 (2000년 영화)
《아이스브레이커》(영어: Icebreaker)는 미국에서 제작된 데이비드 지앤콜라 감독의 2000년 액션 영화이다. 숀 애스틴, 브루스 캠벨, 스테이시 키치 등이 출연하였고 피터 벡위스 등이 제작에 참여하였다.

## 줄거리
칼 그리그가 이끄는 테러 단체가 핵무기를 탈취한 후 스키장 구조 요원 맷이 일하는 스키장을 점거한다.

## 출연
- 숀 애스틴 - 맷 포스터 역
- 브루스 캠벨 - 칼 그리그 역
- 스테이시 키치 - 빌 포스터 역
- 존 제임스

## 기타 제작진
- 배역: 제럴드 I. 울프